# Ambia albiflavalis
Ambia albiflavalis is een nachtvlinder uit de familie grasmotten (Crambidae). De wetenschappelijke naam van deze soort is voor het eerst geldig gepubliceerd in 1917 door George Francis Hampson.
De soort komt voor in Nigeria. Ze werd ontdekt in Lagos (Nigeria).